# Posedarje
Posedarje (italsky Possedaria) je vesnice a opčina v Chorvatsku, v Zadarské župě. V roce 2011 žilo v Posedarje 1 358 obyvatel, v celé opčině pak 3 607 obyvatel. 

## Historie
Obec je poprvé zmiňována roku 1219 pod latinským názvem Possedaria.

## Poloha

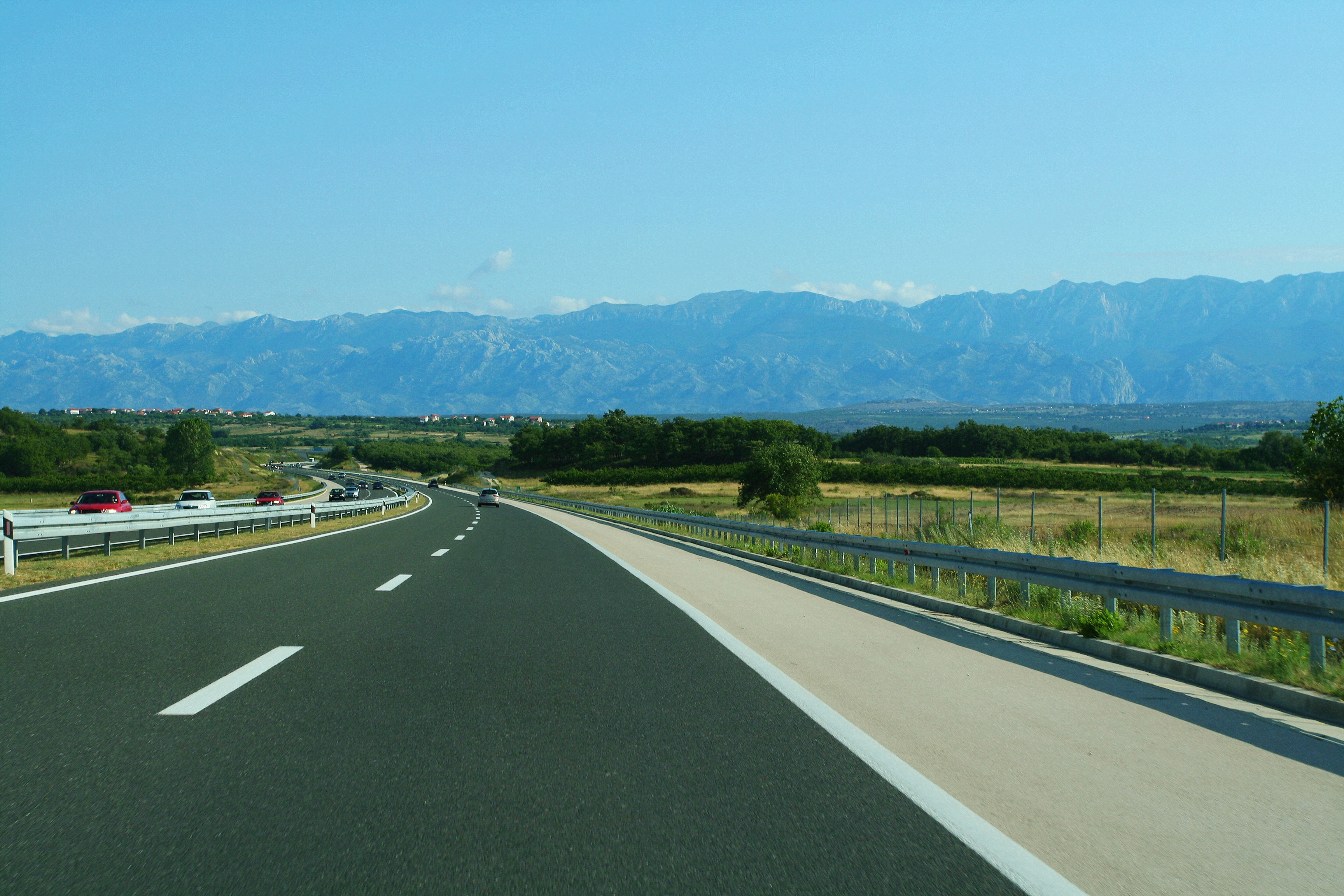
Dálnice A1 u Posedarje

Posedarje se nachází asi 25 km severovýchodně od přístavu Zadar na břehu Novigradského moře, v blízkosti Maslenického mostu, pod pohořím Velebit. Centrum obce je vzdáleno 2 km od exitu 16 na chorvatské dálnici A1. Vzhledem k mělké a teplé vodě je Posedarje vhodné pro rodiny s dětmi[zdroj?].

## Opčina Posedarje
Opčinu Posedarje tvoří 7 vesnic:
- Grgurice
- Islam Latinski
- Podgradina
- Posedarje
- Slivnica
- Vinjerac
- Ždrilo

## Pamětihodnosti

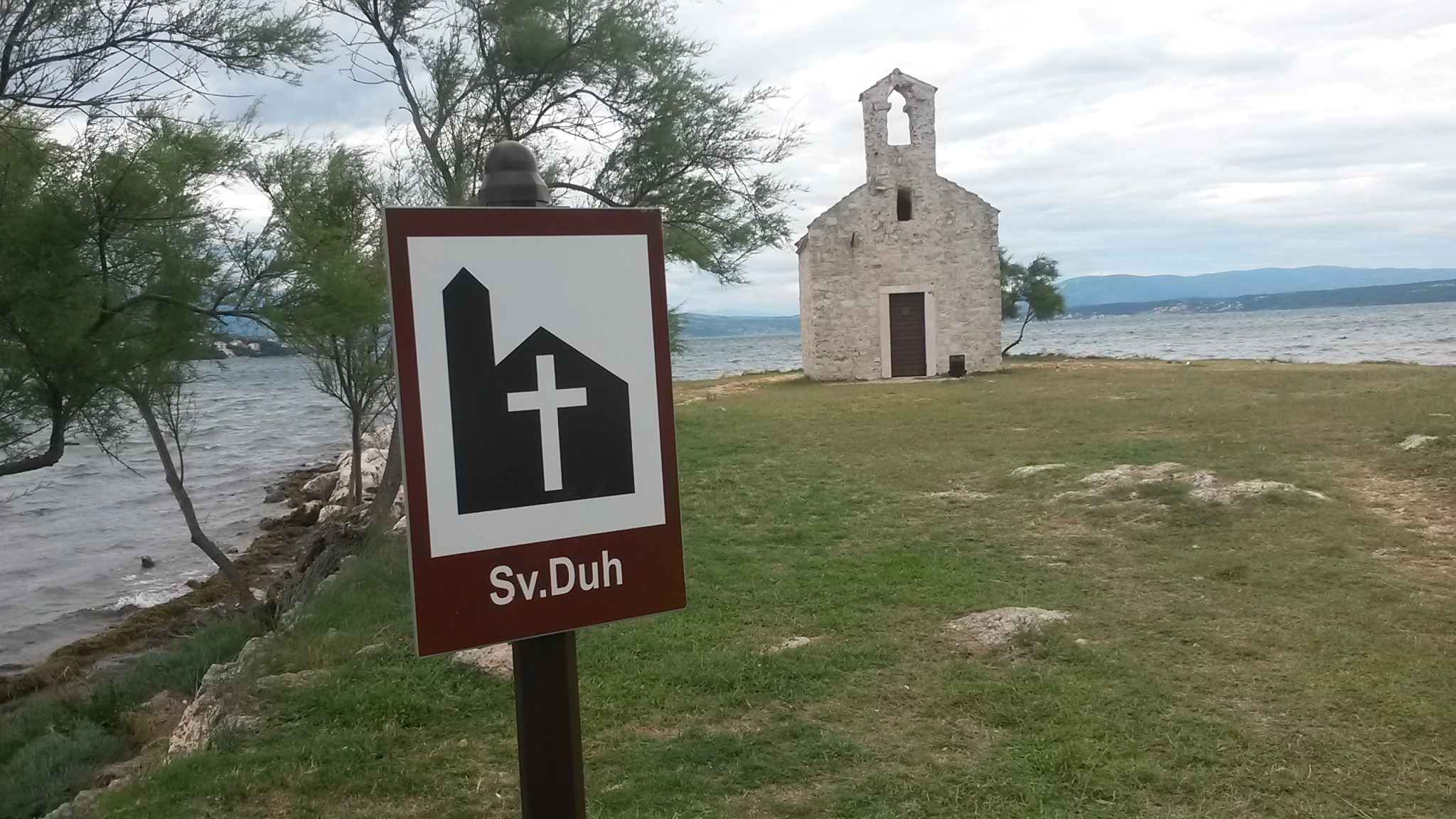
Kostelík sv. Ducha

- Farní kostel Panny Marie Růžencové (župna crkva Gospe od Ružarija)
- Kostel Nanebevzetí Panny Marie (crkva Sv. Marije) - jednolodní středověký kostel na místě staršího románského
- Kostelík sv. Ducha (crkvica Sv. Duha) - jednolodní kostel z 12. století, situovaný na ostrůvku před přístavem